# Perth Challenger 1998
Il Perth Challenger 1998 è stato un torneo di tennis facente parte della categoria ATP Challenger Series nell'ambito dell'ATP Challenger Series 1998. Il torneo si è giocato a Perth in Australia dal 7 al 13 dicembre 1998 su campi in cemento.

## Vincitori

### Singolare
Lleyton Hewitt ha battuto in finale  Mark Draper con il punteggio di 6–4, 6–4

### Doppio
Lleyton Hewitt /  Paul Kilderry hanno battuto in finale  Dejan Petrović /  Grant Silcock con il punteggio di 6–7, 6–3, 7–6